# Margarida Marques
Maria Margarida Ferreira Marques (ur. 2 marca 1954 w Bombarral) – portugalska polityk, urzędniczka państwowa i europejska, działaczka Partii Socjalistycznej, posłanka do Zgromadzenia Republiki, w latach 2015–2017 sekretarz stanu, posłanka do Parlamentu Europejskiego IX kadencji.

## Życiorys
Absolwentka matematyki i statystyki na Uniwersytecie Lizbońskim (1976). W 1991 uzyskała magisterium w zakresie nauk o edukacji na Universidade Nova de Lisboa. Należała do założycieli Juventude Socialista, organizacji młodzieżowej Partii Socjalistycznej. W latach 1981–1984 stała na czele JS jako jej sekretarz generalna.
Pracowała początkowo jako nauczycielka w szkole średniej (1975–1976), później do 1983 jako urzędniczka w ministerstwie transportu. W latach 1983–1985 wykonywała mandat posłanki do Zgromadzenia Republiki III kadencji. Od 1983 wykładała na różnych uczelniach, m.in. na Universidade Autónoma de Lisboa i w ISCTE-IUL. W latach 1985–1994 była zatrudniona w ministerstwie edukacji. Później została urzędniczką w Komisji Europejskiej, pracując w dyrekcjach generalnych odpowiedzialnych za edukację i kulturę oraz za komunikację. Od 2005 do 2011 pełniła funkcję dyrektora Przedstawicielstwa Komisji Europejskiej w Portugalii.
W 2015 powróciła do działalności politycznej, uzyskała wówczas mandat deputowanej XIII kadencji. W listopadzie 2015 objęła stanowisko sekretarza stanu do spraw europejskich w rządzie Antónia Costy, zajmowała je do lipca 2017. W 2019 została wybrana na posłankę do Parlamentu Europejskiego IX kadencji.